# Athrycia longicornis
Athrycia longicornis là một loài ruồi trong họ Tachinidae.